# John MacLeod (basket-ball)
Pour les articles homonymes, voir MacLeod.
Ne doit pas être confondu avec John McLeod (basket-ball).
John Matthew MacLeod, né le 3 octobre 1937 à New Albany en Indiana et mort le 14 avril 2019, est un entraîneur américain de basket-ball. 

## Biographie
John MacLeod a connu un succès considérable avec Phoenix, mais son équipe n'a jamais gagné en séries éliminatoires : il a perdu une fois en finale NBA et deux fois en finale de Conférence Ouest.

## Palmarès
- Entraîneur de l'équipe de l'Ouest du NBA All-Star Game 1981